# Ђорђе Кукуљица
Ђорђе Кукуљица (Београд, 19. септембар 1973) српски је и хрватски позоришни, филмски и телевизијски глумац. Глумачку каријеру започео је 1993. године, појавивши се у краткометражном филму Игра пиона. Најзначајније улоге имао је у филму Мост на крају света (2014), серијама Закон! (2008) и Сенке над Балканом (2017) где тумачи улогу грофа Рајачког.

## Биографија
Рођен је 19. септембра 1973. године у Београду, где је завршио основну, средњу школу и прву годину Академије драмских уметности. Године 1993. сели са са породицом у Загреб, где наставља школовање на Академији драмске умјетности у Загребу. Од октобра 1995. године постаје стипендиста Градског драмског позоришта Гавела. Дипломирао је код професора Златка Црнковића, а члан ансамбла позоришта Гавела постао 2005. године.
 У саобраћајној несрећи 15. августа 2000. године, када је погинула глумица Ена Беговић, био је на месту сувозача, а након несреће три недеље у коми.

## Филмографија
| Год.   | Назив                     | Улога                          |
| ------ | ------------------------- | ------------------------------ |
| 1990-е |                           |                                |
| 1993.  | Игра пиона                |                                |
| 1998.  | Кућа духова               |                                |
| 1999.  | Четвероред                | Први партизан                  |
| 2000-е |                           |                                |
| 2000.  | Срце није у моди          | италијански посматрач          |
| 2001.  | Чико                      |                                |
| 2005.  | Задњи дан кућног љубимица |                                |
| 2005.  | Вила Марија               | др. Хрвоје Сикирица            |
| 2005.  | Забрањена љубав           | Мирко Делац                    |
| 2006.  | Битанге и принцезе        | полицајац Хрвоје               |
| 2006.  | Бумеранг                  | др. Дарије Бенко               |
| 2006.  | Љубав у залеђу            | др. Давор Јаков Леинер         |
| 2006.  | Бибин свијет              | Анте Андрић                    |
| 2007.  | Одмори се, заслужио си    | човек у проводу                |
| 2007.  | Обични људи               | клијент                        |
| 2007.  | Крадљивац успомена        | Барић                          |
| 2007.  | Наша мала клиника         | Јожа пекар                     |
| 2007.  | Операција Кајман          | бегунац                        |
| 2008.  | Заувијек сусједи          | доктор                         |
| 2008.  | Понос Раткајевих          | Петар Вујић/приватни детектив  |
| 2008.  | Добре намјере             | Љубасов партнер                |
| 2008.  | Ничији син                | портир                         |
| 2008.  | Закон љубави              | доктор Полони                  |
| 2009.  | Мамутица                  | директор                       |
| 2009.  | Закон!                    | инспектор                      |
| 2009.  | Јура Хура                 | поштар Франс                   |
| 2009.  | Све ће бити добро         | Владо Јурковић/Владо/полицајац |
| 2010-е |                           |                                |
| 2010.  | Долина сунца              | Звонко                         |
| 2010.  | Шума сумарум              | Људевит                        |
| 2012.  | Стипе у гостима           | Роберт                         |
| 2013.  | Почивали у миру           | Бранимир Колар                 |
| 2013.  | Зора дубровачка           | Госпар Шиљо                    |
| 2014.  | Midnight Gray             |                                |
| 2014.  | Мост на крају света       | Иван                           |
| 2014.  | Мјесто злочина            | Данко                          |
| 2015.  | Хорватови                 | Оливер                         |
| 2015.  | Куд пукло да пукло        | полицајац                      |
| 2015.  | Народни херој Љиљан Видић | Еуген Ненадић                  |
| 2016.  | Црно-бели свет            | старији водник                 |
| 2016.  | Златни двори              | рецепционер у спа центру       |
| 2017.  | Мртве рибе                | Филип                          |
| 2017.  | Сенке над Балканом        | гроф Рајачки                   |
| 2018.  | Чиста љубав               | Ускок-овац                     |
| 2020-е |                           |                                |
| 2022.  | Кумови                    | Мате Шушњара                   |

## Улоге у позоришту
- Вилијам Шекспир: Ричард III Јорк, 2017.
- Филип Шоваговић: Тесла Анонимус, 2017.
- Жистин Дел Кортереал: Комет, 2017.
- Едуардо Де Филипо: Филомена Мартурано, 2016.
- Молијер: Умишљени болесник, 2015.
- Трејси Летс: Коловоз у округу Осиџ, 2015.
- Мирослав Крлежа: Хрватски бог Марс, 2014.
- Ауторски пројекат А. Томић и Ј. Ковачић: Мој мали кутак света 2014.
- Ренато Баретић: Осми повереник, 2013.
- Волтер: Кандиде или оптимизам, 2013.
- Мате Матишић: Фине мртве ђевојке, 2013.
- Давор Шпишић: Црне очи, 2012.
- Марин Држић: Дундо Мароје, 2011.
- Николај Гогољ: Женидба, 2011.
- Маргарет Едсон: Дух, 2010.
- Молијер: Тартуфи, 2010.
- Иван Видић: Долина ружа, 2010.
- Мирослав Крлежа: Баладе Петрице Керемпуха, 2009.
- Карло Гози: Турандот, 2008.
- Вилијам Шекспир: Сан Ивањске ноћи, 2007.
- Михаил Булгаков Мајстор и Маргарита, 2006.
- Антон Чехов: Иванов, 2006.
- Мирослав Крлежа: Аретеј, 2006.
- Едвард Олби : Зоолошка прича, 2003.
- Роберт Перишић: Култура у предграђу, 2000.
- Џорџ Кајсер: Од јутра до поноћи, 1999.
- Вилијам Шекспир: Зимска прича, 1998.
- Иван Видић: Оспице, 1997.
- Молијер: Мизантроп, 1997.
- Николај Гогољ: Женидба, 1996.
- Карло Голдини: Рибарске свађе, 1996.
- Марин Држић: Дундо Мароје, 1995.